# Petalichthyida
I petalittidi (Petalichthyida) sono un ordine di pesci placodermi, vissuti principalmente nel Devoniano inferiore. I loro resti sono stati rinvenuti in gran parte del mondo: Europa (soprattutto Germania), Nordamerica, Asia, Sudamerica e Australia.

## Descrizione
Questi pesci erano piuttosto piccoli e possedevano un corpo appiattito; le loro pinne pettorali erano poste ai lati del corpo, e numerosi tubercoli decoravano le molte placche e scaglie che costituivano la loro armatura. Da quello che si può dedurre dalla forma compressa dei loro corpi, i petalittidi erano animali abitatori dei fondali marini, dove cacciavano piccole prede con agguati rapidi e venivano cacciati da altri predatori più grandi. La loro dieta, in ogni caso, è del tutto ipotetica, dal momento che non è stato mai rinvenuto alcun resto fossile del loro apparato boccale.

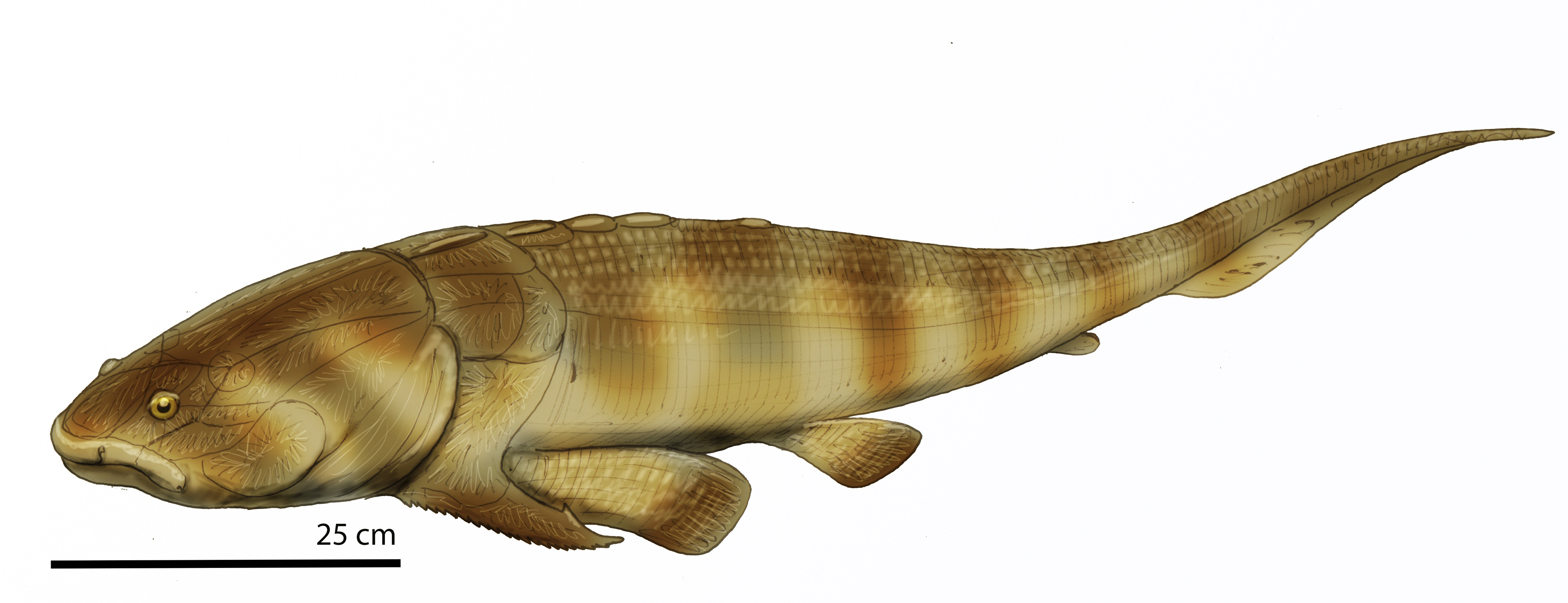
Ricostruzione di Macropetalichthys

## Evoluzione
I petalittidi si originarono all'inizio del Devoniano inferiore (circa 400 milioni di anni fa), e raggiunsero una rapida diversificazione nel giro di pochi milioni di anni. I più noti fra i petalittidi sono Lunaspis e Wijdeaspis. In Cina meridionale vi fu una diversificazione indipendente che diede origine a un gruppo di generi, un tempo classificati come un ordine a sé stante, i Quasipetalichthyida (chiamati così dalla prima specie scoperta, Quasipetalichthys haikouensis). Poco dopo la massima diversificazione, i petalittidi andarono incontro a un rapido declino; le ultime specie note risalgono al Devoniano superiore, ma vennero sterminate dall'estinzione di massa di fine periodo, assieme agli altri placodermi.